# Les Quatre Desperados
Pour plus de détails, voir Fiche technique et Distribution.
Les Quatre Desperados (titre original : Los desesperados) est un western spaghetti hispano-italien réalisé par Julio Buchs, sorti en 1969.

## Synopsis
Le riche don Pedro Sandoval empêche son employé, John Warner, d'épouser sa fille Rosa.

## Fiche technique
- Titre français : Les Quatre Desperados
- Titre original espagnol : Los desesperados[1]
- Titre italien : Quei disperati che puzzano di sudore e di morte
- Titre anglais international : A Bullet for Sandoval (États-Unis), Desperate Men (Royaume-Uni)
- Titre allemand : Um sie war der Hauch des Todes (RFA)
- Genre : Western spaghetti
- Réalisation : Julio Buchs
- Scénario : Julio Buchs, Federico De Urrutia, José Luis Martínez Mollá
- Photographie : Francisco Sempere
- Montage : Daniele Alabiso, Magdalena Pulido
- Musique : Gianni Ferrio
- Costumes : Román Calatayud
- Maquillage : Julián Ruiz, Miguel Sesé
- Producteurs : Ugo Guerra, Elio Scardamaglia
- Société(s) de production : Atlántida Films, Daiano Film, Leone Cinematografica
- Société(s) de distribution : Titanus (Italie), Izaro Films (Espagne), José Frade Producciones Cinematográficas S.A. (Espagne), Paradise Film Exchange (Canada), Étoile Distribution (France)
- Pays d'origine :  Espagne |  Italie
- Langue de tournage : espagnol, italien
- Format : Couleur (Eastmancolor) — 35 mm — 2,35:1 — Son : Mono (Westrex Sound System)
- Genre : Western
- Durée : 105 minutes (1 h 45)
- Dates de sortie :
  - Italie : 26 novembre 1969[2]
  - Espagne : 15 décembre 1969[2]
  - France : 8 octobre 1971[3]

### À noter
- Le film est tourné à Lucainena de las Torres en Espagne[4]

## Distribution
- Ernest Borgnine : Don Pedro Sandoval[1]
- George Hilton : John Warner
- Annabella Incontrera : Rosa
- Alberto de Mendoza : Lucky
- Leo Anchóriz : Moine
- Gustavo Rojo : Guadalupano
- Manuel de Blas
- Manuel Miranda : Francisco
- Antonio Pica : Sam
- Andrea Aureli : Morton
- Dan van Husen : Mestizo

## Crédit d'auteurs
- (it) Cet article est partiellement ou en totalité issu de l’article de Wikipédia en italien intitulé « Quei disperati che puzzano di sudore e di morte » (voir la liste des auteurs).